# Star Citizen
Star Citizen es un videojuego de simulación espacial y multijugador masivo en primera persona, y videojuego para un jugador en el caso de Squadron 42, que actualmente está siendo desarrollado para Microsoft Windows por Cloud Imperium Games, empresa fundada en 2011 por Chris Roberts (creador de obras como Wing Commander o Freelancer y productor de cine) y por Ortwin Freyermuth. El proyecto se presentó como un desarrollo financiado mediante financiación colectiva. Y el éxito en la recaudación amplió en gran medida las promesas, metas y complejidad de ambos productos, lo cual ha ocasionado numerosos retrasos.
El título fue anunciado por Chris Roberts en una GDC en octubre de 2012 como un videojuego basado en obras pasadas de Chris, como Wing Commander y Freelancer, pero adecuada a tiempos modernos. En 2016, CIG anuncia que las dos facetas principales del videojuego serían separadas y vendidas como títulos independientes. Por un lado, el MMO de Star Citizen que contiene su Universo Persistente multijugador. Y por otro lado, la campaña para un jugador de Squadron 42, que narrará una historia con un fuerte enfoque cinemático.
En la CitizenCon 2024 se enseñó una muestra jugable completa del prólogo de Squadron 42, donde finalmente también se anunció una fecha oficial de lanzamiento programada para el año 2026. Star Citizen por su parte aún se encuentra en estado de acceso anticipado, sin fecha de lanzamiento oficial, y recibe periódicamente actualizaciones que agregan nuevos contenidos, mecánicas de juego o cambios a nivel técnico. Como parte de sus políticas de transparencia, CIG publica de forma periódica diversos tipos de contenido en formato de texto y video en los que enseñan o discuten elementos relativos al progreso en el desarrollo de los diversos proyectos.
En abril de 2025, Cloud Imperium Games lleva recaudados más de 800 millones de dólares, incluyendo ingresos de backers e inversores privados y emplea aproximadamente a 1300 desarrolladores alrededor del mundo en estudios ubicados en Los Ángeles, Austin, Frankfurt, Mánchester y Montreal.

## Jugabilidad
Star Citizen es un simulador espacial multijugador ambientado más de 900 años en el futuro, donde los jugadores pueden crear y personalizar su avatar, pilotar naves espaciales y explorar un universo persistente y abierto. Se pueden asumir diversas ocupaciones y participar en actividades como comercio, minería, exploración, combate espacial y terrestre, o misiones tanto generadas dinámicamente como con narrativa fija.
El juego cuenta con un sistema de reputación que afecta las relaciones con facciones, desbloqueo de misiones y recompensas. Esta reputación cambia según las acciones del jugador y se degrada con el tiempo o tras la muerte del personaje.
El combate incluye armas balísticas y de energía, cuerpo a cuerpo, y vehículos terrestres y espaciales personalizables.
Existen sistemas de supervivencia que afectan al avatar (hambre, sed, temperatura, oxígeno, etc.) y modifican sus estadísticas o animaciones.
La muerte se gestiona mediante mecánicas de incapacitación, clonación limitada y herencia: los personajes pueden ser reanimados o reaparecer como clones, pero con cada clonación su ADN se degrada, y eventualmente deben ser reemplazados por un heredero que conservará parte del progreso y reputación.

### Leyes y crimen
Star Citizen implementa un sistema de leyes y estatus criminal que varía según la jurisdicción de cada facción. Algunas regiones cuentan con estrictos controles policiales y penalizaciones severas, mientras que otras presentan normativas más laxas.
Los jugadores con estatus criminal pueden ser enviados a prisión tras ser capturados o neutralizados. Estas prisiones permiten reducir la condena mediante la obtención de «méritos», ya sea realizando tareas como la minería o simplemente permaneciendo conectado al juego.
Los méritos también pueden intercambiarse por bienes esenciales como comida u oxígeno, necesarios en intentos de fuga. Asimismo, los jugadores pueden eliminar su estatus criminal pirateando terminales en ubicaciones específicas, lo que requiere dispositivos de hardware especializados y superar minijuegos de dificultad variable.
También es posible aceptar misiones para cazar criminales, ya sea eliminándolos o capturándolos con armas no letales.

## Economía y persistencia
La economía de Star Citizen está gestionada por el sistema Quantum, que simula miles de NPCs llamados Quantas para mantener y ajustar el equilibrio económico, las misiones y las actividades del universo.
El juego apuesta por una persistencia global: las acciones de los jugadores afectan al universo y sus consecuencias perduran, influyendo en precios, misiones o eventos. La economía se basa en la ley de oferta y demanda, con variación de precios según escasez de recursos y la actividad en cada región.
Cualquier jugador puede realizar diversas actividades siempre que cuente con los medios necesarios, sin necesidad de una especialización rígida. La reputación, el estatus legal y la facción determinan el tipo de encargos disponibles, desde exploración hasta misiones de combate o minería.
El tiempo en el juego avanza en paralelo al tiempo real, permitiendo eventos globales, celebraciones y elecciones dentro del universo, como la elección de líderes políticos en la UEE.

## Universo
El universo del juego está compuesto por numerosos planetas, lunas, estaciones espaciales y otros cuerpos astronómicos, explorables, sin pantallas de carga. Cada mundo tiene su propio ciclo día/noche, atmósfera y condiciones ambientales, y puede presentar biomas únicos como desiertos, selvas, zonas heladas o entornos urbanos.
Los jugadores pueden adquirir terrenos mediante balizas oficiales de la UEE o establecerse fuera de la ley en zonas sin reclamar, aunque sin protección estatal.
Los planetas y lunas están creados con una combinación de diseño manual y técnicas procedurales, e incluyen ciudades, puntos de interés y encargos únicos otorgados por NPCs.

## Naves
Las naves en Star Citizenestán diseñadas con múltiples sistemas de simulación como gestión de energía, vuelo atmosférico y espacial, y comportamiento afectado por gravedad, inercia y aceleración.
Cada nave contiene componentes internos intercambiables como escudos, generadores, refrigeración y sistemas eléctricos funcionales, susceptibles a daño, sabotaje o desgaste por el paso del tiempo. El daño se representa visual y mecánicamente de forma procedural, y cada nave posee su propia atmósfera interior, lo que permite efectos realistas como despresurización o propagación de incendios.
El sistema de reparación permite restaurar naves mediante herramientas portátiles o instalaciones especializadas, requiriendo materiales específicos y trabajo manual por parte del jugador.
Los desplazamientos interplanetarios utilizan el sistema de Quantum Travel, una forma de curvatura que permite viajar a velocidades de hasta 0.2% de la luz. Para cambiar de sistema planetario se emplean Jump Points o agujeros de gusano, de distintos tamaños según el tipo de nave.
Las naves pueden ser adquiridas, reparadas o robadas. Sin embargo, las de gran tamaño requieren tripulación para operar sus sistemas, compuesta por otros jugadores o por NPCs contratables.

### Seguros de nave
Star Citizen incorpora un sistema de seguros que permite recuperar naves destruidas o robadas pagando solo una fracción de su valor en créditos del juego. Existen tres niveles de cobertura: solo la nave, nave más componentes, o nave completa con carga incluida.
Las naves adquiridas con dinero real están cubiertas por una **garantía** permanente, aunque su recuperación implica un pequeño coste en créditos según el tipo de seguro.
Los paquetes pueden incluir seguros temporales o de por vida. Los seguros se podrán renovar con créditos in-game (UEC). Si un jugador pierde su nave sin seguro, puede seguir jugando, comprar otra nave, pedirla prestada o robar una.

### Sistemas planetarios
Star Citizen planea incluir al menos 100 sistemas planetarios, incluyendo el sistema solar, con planetas, lunas, estaciones y elementos astronómicos únicos. Actualmente, hay registrados 96 sistemas y 326 planetas en el mapa estelar.
El primer sistema implementado es Stanton, compuesto por cuatro planetas (Hurston, Crusader, ArcCorp y MicroTech), múltiples lunas y estaciones espaciales.
Los sistemas están conectados mediante «Puntos de Salto", agujeros de gusano que permiten viajar entre ellos.

## Sistemas y civilizaciones
El universo de Star Citizen está habitado por diversas civilizaciones y facciones interestelares:
- UEE (United Empire of Earth): principal gobierno humano y heredero de la UPE, ejerce un rol expansionista y protector desde el fin del régimen de los Messer.
- Banu: comerciantes natos y aliados históricos de la humanidad, gobiernan un protectorado diverso y descentralizado.
- Xi’an: especie longeva y tecnológicamente avanzada, con la que la humanidad mantiene relaciones diplomáticas estables tras un pasado conflictivo.
- Vanduul: clanes guerreros hostiles e impredecibles, sin contacto diplomático exitoso. Considerados una amenaza constante.
- Kr’Thak: civilización poco conocida ubicada más allá del espacio Xi’an. En conflicto con estos desde hace siglos.
- Tevarin: antiguos enemigos de la humanidad, ahora asimilados por la UEE tras dos guerras interestelares.
- Hadesianos: extinta civilización descubierta en el sistema Hades. Sus restos sugieren una autodestrucción masiva; el sistema es objeto de exploración arqueológica y leyendas.[59]

Además, existen:
- Sistemas sin reclamar: zonas abandonadas o inestables, frecuentadas por piratas o criminales.
- Sistemas en desarrollo: protegidos por el tratado de "La justa oportunidad", con guarniciones de la UEE para evitar interferencias externas.

### Profesiones
El juego permite a los jugadores asumir múltiples profesiones sin restricciones de clase. Entre las más destacadas están:
- Cazarrecompensas y mercenario: eliminan objetivos a cambio de créditos, legal o ilegalmente.
- Explorador: descubre rutas, anomalías y puntos de salto entre sistemas.[60]
- Comerciante y transportista: mueven bienes entre planetas y sistemas, desde operaciones pequeñas hasta grandes corporaciones.
- Pirata: obtienen ganancias mediante actividades ilegales como el robo o el asalto.
- Minero: extraen recursos valiosos de asteroides, lunas o planetas.
- Corredor: participan en carreras para competir por premios y reputación.
- Mecánico: reparan y mantienen naves dañadas usando herramientas y materiales.[61]
- Chatarrero: recuperan piezas de naves abandonadas o destruidas para revenderlas o reutilizarlas.
- Médico: brindan asistencia médica a jugadores y NPCs en combate o exploración.[62]

Existen también otras ocupaciones emergentes como agricultor, científico o informante. Las profesiones no son exclusivas ni requieren selección previa: cualquier jugador puede desempeñar una o varias según sus recursos y estilo de juego.

## Squadron 42
Squadron 42 es la campaña narrativa para un jugador ambientada en el universo de Star Citizen. A diferencia del MMO, se centra en el sistema Odin y contará con escenarios detallados, narrativa cinematográfica y jugabilidad basada en combate espacial y en primera persona.
La campaña incluirá 28 capítulos, más de 60 misiones, 340 personajes con captura de movimiento, y un guion de 1200 páginas. Compartirá muchas mecánicas con Star Citizen, como el vuelo atmosférico, el sistema de reputación, y rutinas dinámicas para los NPCs.
El jugador encarna a un piloto novato de la UEE a bordo de la fragata UEES Stanton, enfrentando a la amenaza alienígena de los Vanduul en el año 2945. El reparto incluye actores como Gary Oldman, Mark Hamill, Gillian Anderson y Henry Cavill.
En octubre de 2023 se anunció que el juego entró en fase de pulido. Un año después, durante la CitizenCon 2024, se oficializó su lanzamiento para 2026, aunque sin una fecha exacta.
Completar Squadron 42 otorgará la **ciudadanía UEE** dentro del universo persistente de Star Citizen, con beneficios aún por definir.

## Desarrollo

### Star Engine
Star Engine es el motor gráfico utilizado en Star Citizen y Squadron 42. Derivado originalmente de CryEngine 3. Fue modificado extensamente por CIG desde 2012. En 2016, el estudio adoptó Amazon Lumberyard, basado en la misma tecnología, por su mejor integración con servicios en la nube.
El motor permite crear mapas de escala planetaria sin pantallas de carga, con entornos detallados, simulaciones físicas masivas, y efectos visuales avanzados en tiempo real.

### Módulos
Durante su desarrollo, Star Citizen lanzó varios módulos independientes para testear funcionalidades específicas del juego:
- Hangar: permite ver e interactuar con las naves en un espacio cerrado personalizable.
- Arena Commander: combate espacial arcade contra jugadores o NPCs en entornos controlados.
- Módulo Social: introduce entornos urbanos multijugador para interacción entre personajes.
- Crusader / Alpha 2.0: primer entorno persistente con navegación libre y estaciones espaciales.
- Star Marine: combate en primera persona en mapas cerrados multijugador.
- Universo Persistente (PU): modo principal actual, que combina exploración, combate, comercio y misiones en un entorno multijugador masivo con actualizaciones periódicas.[70][71]

Estos módulos sirvieron como base de pruebas para el desarrollo progresivo del universo completo del juego.

### Historia del Desarrollo
En septiembre de 2012, Chris Roberts anunció su regreso al desarrollo de videojuegos con un proyecto titulado Star Citizen, revelado el 10 de octubre en la GDC junto a una demo técnica de Squadron 42. Describió al juego como un simulador espacial inspirado en Wing Commander y Freelancer, integrando elementos de MMOs modernos en un universo inmersivo y persistente. Planeaba desarrollarlo en aproximadamente 2 años para lanzarlo en 2014, liberando antes un Alpha con elementos de multijugador y luego un Alpha del Universo Persistente.
Se anunció como exclusivo de PC, usando una versión modificada de CryEngine 3, con soporte para hardware de última generación. Aunque Roberts ya había contactado inversores, lanzó un micromecenazgo en su web para cofinanciar Star Citizen y Squadron 42 (vertiente narrativa heredera de Wing Commander) y demostrar el interés en videojuegos de esa temática. Se planeaba mantener el servicio con microtransacciones sin vender elementos que otorguen ventajas injustas. La web colapsó por la afluencia de usuarios y el 18 de octubre de 2012 se abrió un Kickstarter por su estabilidad como plataforma y confianza entre los usuarios, recaudando $2.134.374 (meta inicial $500.000) y acumulando $6 millones a fines de noviembre.
El sitio web de RSI detalló los objetivos: crear un universo de aventura con elementos de MMO (pero que No sería un MMO), comercio y combate espacial con historia cooperativa, universo persistente, soporte mods y un único pago sin suscripción mensual, evitando elementos que generen una dinámica pay-to-win. También se anunció que el lore del universo estaría inspirado en el Imperio Romano.
En diciembre de 2012, Chris Roberts realiza una entrevista junto a David Braben (creador de Elite) y Gary Whitta (periodista de PC Gamer) donde comenta que su proyecto ha superado los 7 millones de dólares. Aunque remarca que esa suma no es suficiente para crear el videojuego de calidad AAA que busca y que por ello aún requiere de sus inversores privados.
En 2013, se realizó una presentación de 24 horas mostrando detalles de naves y motor gráfico. El mismo año, Cloud Imperium Games (CIG) comienza a contratar estudios externos como VoidAlpha, bEhavior, CGBot, Turbulent e illFonic para desarrollar modos de juego, y abrió estudios en Austin, Texas (febrero) y Santa Mónica, Los Ángeles (junio). En septiembre, una encuesta a backers mostró que más del 80% quería seguir expandiendo metas al alcanzar $23 millones. Se liberó el módulo Hangar, se inauguró la CitizenCon y se anunció el objetivo de 450 locaciones en 100 sistemas planetarios. A fines de 2013, se recaudaron $35 millones y la empresa sumó 58 empleados, confirmando que el juego llegaría traducido pero no doblado al español, francés y alemán.
En 2014, durante PAX EAST se mostró el multijugador de Star Marine, incluyendo PvP y movimiento sin gravedad (Zero G), y Chris Roberts explicó el inicio de un equipo de I+D para tecnología procedural, creando asteroides, apariencias planetarias y, a largo plazo, planetas explorables. En GamesCom se presentó la primera prueba de concepto de batalla multitripulación. En CitizenCon se anunció Squadron 42 Capítulo 1 para 2015, y la migración a coordenadas de 64 bits para crear niveles de millones de km², además del prototipo de aterrizaje en Área 18 (ArcCorp) . Se recaudaron $61 millones en octubre y $65 millones a fin de año. También se fundó Foundry 42 en Mánchester, dirigido por Erin Roberts para desarrollar Squadron 42.
En 2015, PAX EAST mostró multi-tripulación en Arena Commander, daño procedural, rework a las animaciones FPS de Star Marine entre otras novedades y el modo Astro Arena. Se anunció Squadron 42 Episodio 1 como inicio de trilogía y Alpha del Universo Persistente para fines de 2015. En GamesCom se lanzó el Módulo Social en Area 18, se mostró Arena Commander 2.0 con multi-tripulación y EVA, y se anunció un nuevo estudio en Frankfurt con desarrolladores ex-Crytek. CitizenCon presentó Alpha 2.0, introduciendo Quantum Travel y el Starmap. Squadron 42 amplió su alcance, con historia no lineal, combate FPS y EVA, niveles sandbox más grandes, reputación avanzada y actores de renombre como Mark Hamill, Gillian Anderson y Gary Oldman. Finalmente la campaña fue retrasada a 2016.
En agosto de 2015 se da a conocer que una parte de los Backers, usuarios que invirtieron dinero en el proyecto, están pidiendo reembolsos a CIG debido los retrasos y cambio de metas del proyecto. De acuerdo a la empresa, aún sin estar obligados legalmente, la mayoría son concedidos y se reembolsará la totalidad del dinero a aquellos usuarios infelices con el proyecto y que requieran la devolución al soporte de manera ordenada.
En diciembre de 2015 se liberó la demostración Pupil to Planet, una demo técnica que muestra la primera versión de una nueva tecnología planeta que usará Star Citizen. A fines del Año Fiscal 2015 el proyecto ha recaudado aproximadamente $118.000.000 de parte de Backers.
En 2016, lanzaron Alpha 2.5 (agosto) y anunciaron 2.6 (Star Marine expandido) y 3.0, que introducía Planet Tech v1, IA Subsumption, Economía Dinámica y el plan de incluir el sistema Stanton completo en ese parche. CitizenCon reveló Spectrum (un foro para la comunidad de Star Citizen), anunció Squadron 42 con 28 capítulos, 60 misiones, 340 personajes, 1200 páginas de guion y +20 horas de captura de movimiento. Las Alphas planificadas (3.0, 3.1, 3.2, 3.3, 4.0) incluirían minería, reparación, agricultura, exploración e intersistemas. El año de la empresa finalizó con alrededor de $160 millones recaudados y 360 empleados. Migraron a Amazon Lumberyard, el cambio se hace debido al mejor soporte de Amazon, integración nativa con servicios web y la precaria situación económica de Crytek. Roberts reafirmó que el objetivo es crear una base técnica sólida que permita un juego activo y escalable por décadas, aunque requiera un desarrollo más largo y complejo.
En 2017, mostraron el sistema de interacción mejorada PIM (Personal Inner Thought), FOIP y headtracking. En la CitizenCon también se presentó nueva animación procedural, mejoras y refactorizaciones a Amazon Lumberyard, el plan de crear Server Meshing, optimizaciones e integración con la Api Vulkan, nuevos sistemas de diálogo NPC, un experto en xenolenguas que desarrollaría los idiomas alien del juego y planes para el sistema de construcción de bases y colonización. Se anunció un cambio de modelo de actualizaciones (por fechas y no contenido) a partir del parche 3.0 y una nueva hoja de ruta oficial para ofrecer mayor transparencia de cara al usuario la cual se sumará al contenido en video.
Para fines de 2018, recaudaron $210 millones. Recibieron $46 millones de inversión (a cambio del 10% de la empresa) de Clive y Keith Calder que se reservará para marketing, manteniendo a Chris como CEO y los Roberts como accionistas mayoritarios. Publicaron su desglose financiero de 2012-2017 y el roadmap de Squadron 42, proyectando una beta interna para Q4 2020.
En 2020, la CitizenCon fue cancelada debido a la pandemia del COVID-19, se ha anuncian retrasos para Squadron 42, y se reforma el roadmap para mayor precisión. También la empresa asociada a CIG, Turbulent, abrió un estudio en Montreal dedicado a asistir al proyecto y crear sistemas planetarios, planeando incorporar alrededor de 100 nuevos empleados en 3 años.
En 2021, la CitizenCon se realizó virtualmente y allí se enseño al público nuevos avances técnicos en el motor gráfico del juego (Gen12 + Vulkan), se informaron novedades del desarrollo de Server Meshing, y anuncios respecto a la persistencia total. A fin de año, se alcanzaron $420 millones recaudados. En 2022, Roberts anunció una expansión con nuevas oficinas para Mánchester y Frankfurt y planes de expandir la operación en EEUU. Anuncios respecto al Server Meshing, persistencia completa y el segundo sistema planetario llamado Pyro, manteniendo Squadron 42 sin fecha. El reporte financiero mostró un aumento de ingresos del 14% y costos de $80.8M a $100.4M.
En 2023, lanzaron la actualización 3.18 tras 10 meses, integrando la tecnología de Persistencia PES (Persistent Entity Streaming); un componente esencial para integrar el Server Meshing. En CitizenCon 2953 (Los Ángeles) se mostraron avances en el motor gráfico (nubes, físicas de agua y telas, efectos de fuego y daño, DLSS, FSR, audio), interacción FPS y HUD, customización de personajes con escaneo facial, nuevas mecánicas de asentamientos y finalización de las características principales de Squadron 42. Se confirma que la campaña para un jugador se encuentra en proceso de pulido pero aún sin fecha de lanzamiento. Además de todas las novedades y refactorizaciones, se anuncia que el motor gráfico que usan Star Citizen y Squadron 42 será rebautizado Star Enginetm, confirmando así que ya no dependerá directamente de empresas externas para disponer de la tecnología.

## Financiación y controversias
Star Citizen inició en 2012 como proyecto de micromecenazgo y ha recaudado más de 340 millones de dólares hasta 2020, principalmente mediante la venta de paquetes que incluyen acceso anticipado, naves, cosméticos y campañas como Squadron 42. Algunos paquetes superan los 1.000 USD, y el más caro, el Legatus Pack, está valorado en 40.000 USD.
El modelo ha generado críticas por la falta de fecha de lanzamiento, acusaciones de retrasos y ventas de contenido no implementado. También se ha cuestionado si el juego puede caer en prácticas de pay to win, lo cual ha sido negado por sus desarrolladores.
Controversias internas incluyeron denuncias anónimas sobre mal ambiente laboral en 2015, luego desmentidas por CIG, y problemas de gestión y planificación técnica reconocidos por el propio Chris Roberts. En 2017 también se criticó la venta anticipada de terrenos in-game mediante balizas.
En 2017, Crytek demandó a CIG por uso indebido de su motor gráfico, pero la disputa se resolvió en 2020 con un acuerdo extrajudicial y el otorgamiento de una licencia perpetua a Cloud Imperium Games.

## Requisitos
Star Citizen es un videojuego en desarrollo activo, por lo que los requisitos técnicos y rendimiento pueden diferir de forma importante en función del estado de cada actualización.
| Sistema Operativo | Windows 8.1 / Windows 10                                            |
| CPU               | Quad Core CPU - Intel: Sandy Bridge o mejor, AMD: Bulldozer o mejor |
| GPU               | Tarjeta de Video DX11.1 - 3GB+ VRAM                                 |
| RAM               | 16 GB                                                               |
| Almacenamiento    | 80 GB SSD                                                           |

| Sistema Operativo | Windows 10                                                          |
| CPU               | Quad Core CPU - Intel: Sandy Bridge o mejor, AMD: Bulldozer o mejor |
| GPU               | Tarjeta de Video Dx11, 4GB+ VRAM                                    |
| RAM               | +16 GB DDR4                                                         |
| Almacenamiento    | 80 GB SSD                                                           |

- Idealmente la unidad debe estar formateada en NTFS y tener al menos 80GB de espacio para instalar RSI Launcher y Star Citizen. Y al menos 10GB (SSD) - 20GB (HDD) de espacio adicional de Pagefile/Memoria Virtual asignada al sistema.
- Microsoft .NET Framework 3.5 y 4.5.2.
- Puertos abiertos recomendados para TCP 8000 - 8020 y UDP 64090 - 64110
- AVX Instructions Compatible CPU.

En 2018 Cloud Imperium Games añadió la función Telemetría a su página web. Esta herramienta registra las especificaciones de hardware de ordenador de los usuarios en Star Citizen, y se utiliza para generar una muestra del rendimiento promedio en cada sistema, según diferentes configuraciones de CPU/GPU.